# Linnea Svensson
Linnea Johanna Svensson (født 3. februar 1999) er en svensk fodboldspiller, der spiller som forsvar for danske Brøndby IF i Gjensidige Kvindeligaen. I første omgang blev var hun skiftet til klubben på en lejeaftale, men skiftede senere officielt til klubben.

## Meritter

### Klubhold
FC Rosengård
- Damallsvenskan
  - Vinder: 2015
  - Sølv: 2016, 2017
- Svenska Cupen
  - Vinder: 2016, 2017, 2018
- Svenska Supercupen
  - Vinder: 2015
  - Sølv: 2016, 2015

Brøndby IF
- Elitedivisionen
  - Sølv: 2020